# BMW 7 Серії (F01)
BMW F01/F02/F03/F04 — п'яте покоління автомобілів марки BMW сьомої серії.

## Опис

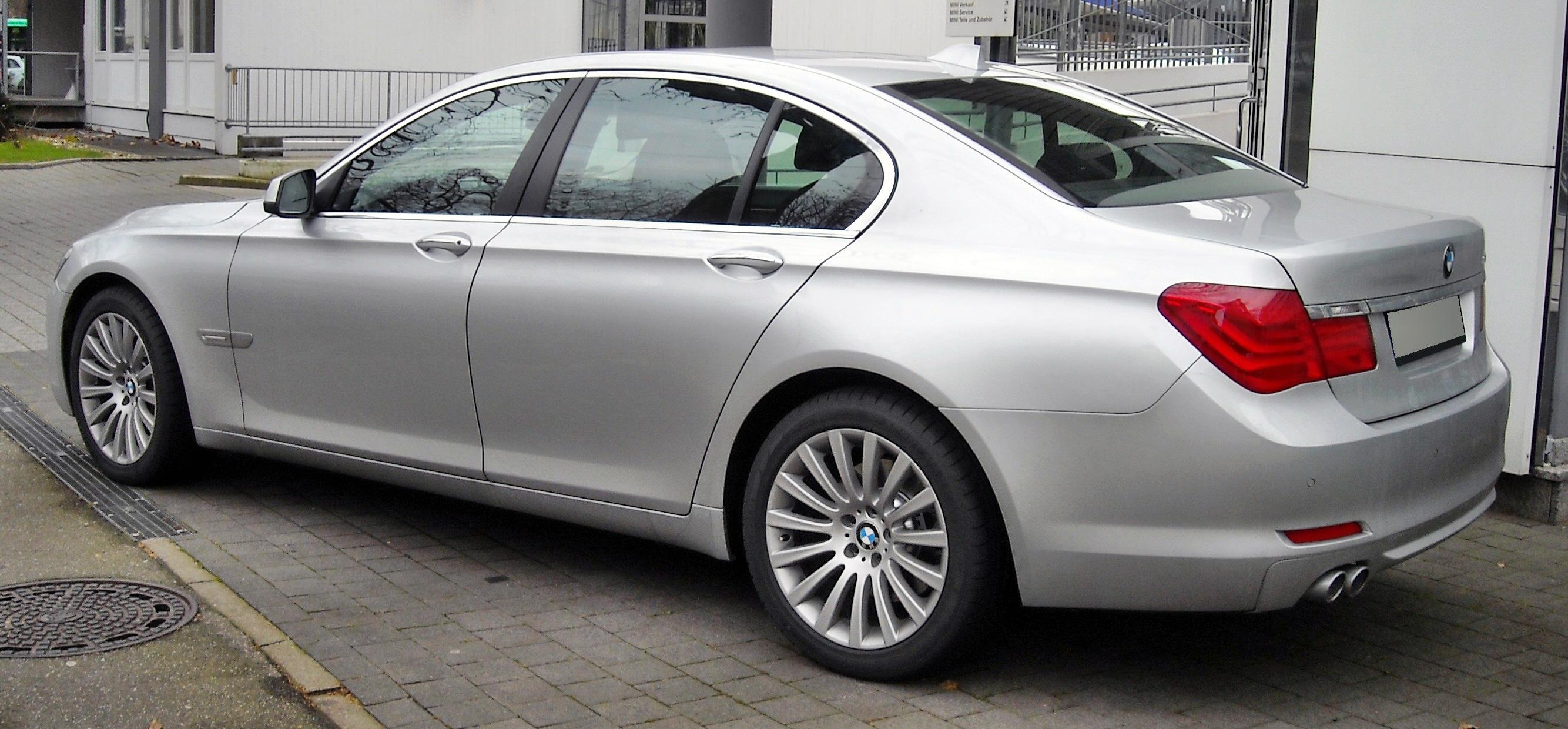
BMW 750 Li (2008—2012)

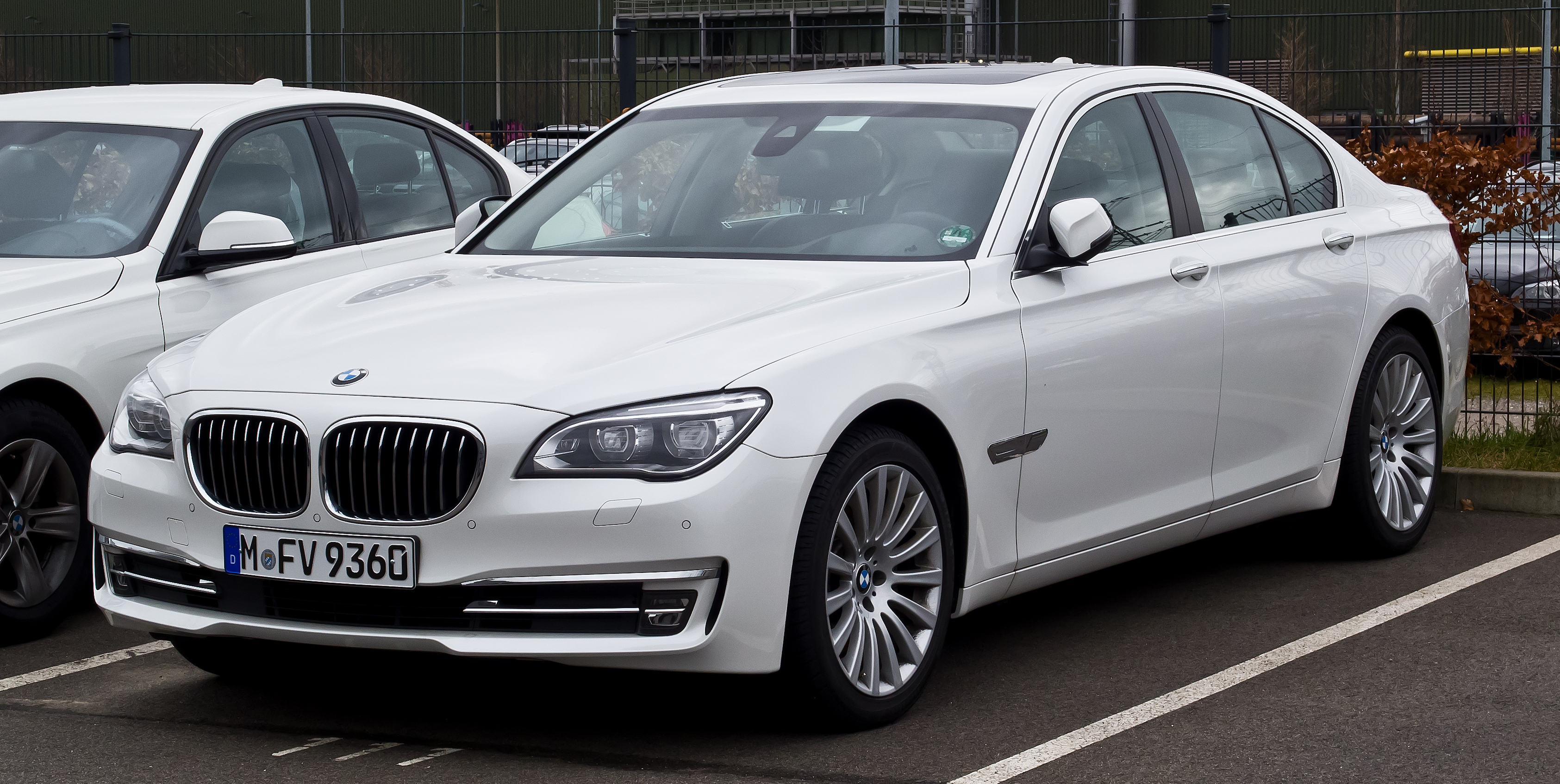
BMW 730d xDrive (2012—2015)

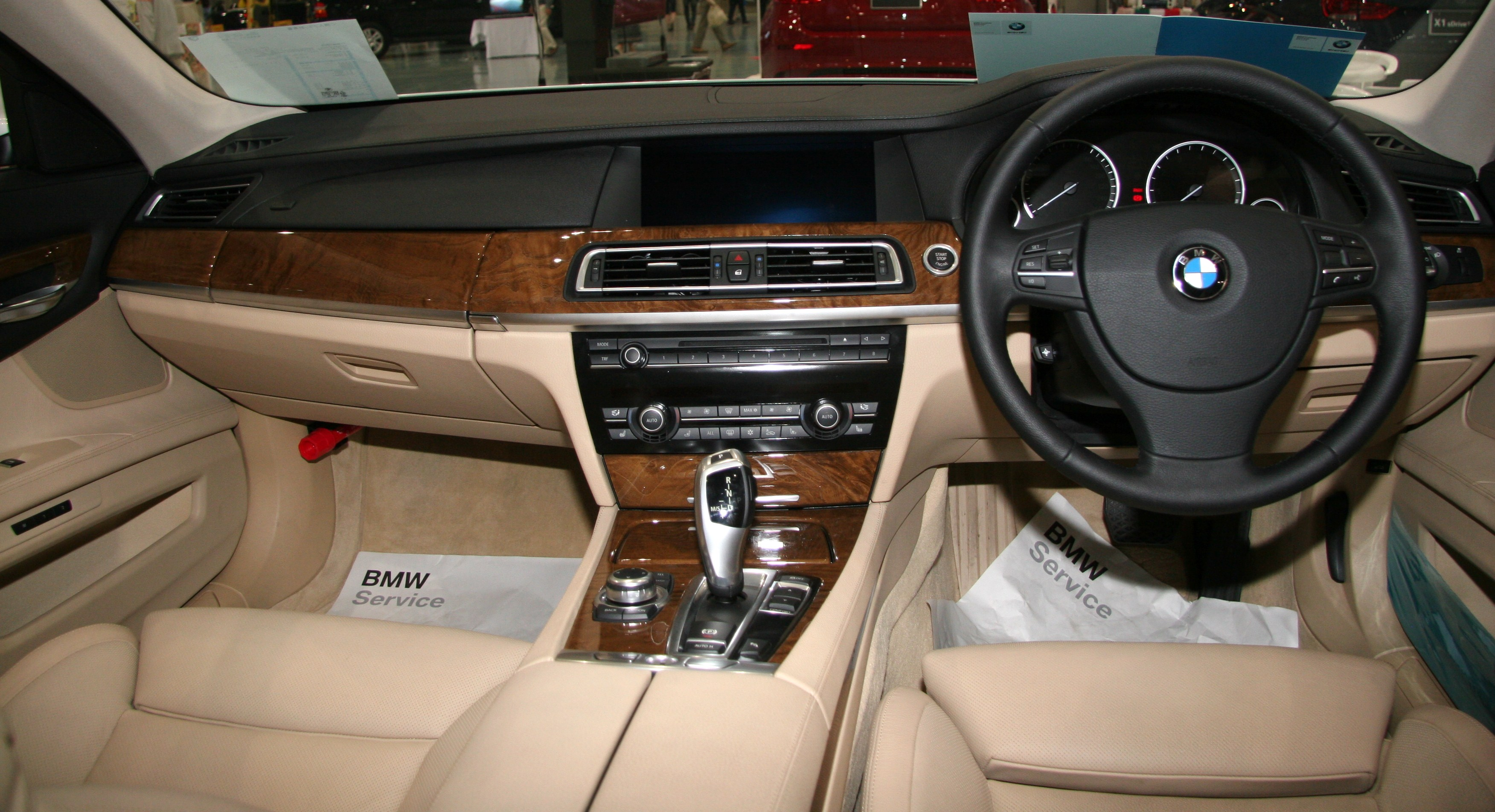
Салон

Модель вперше була представлена пресі 3 липня 2008 року в Мюнхені. Виставкова прем'єра відбулася в жовтні 2008 року в Парижі на Паризькому автосалоні. Попередником даного типу кузова є BMW E65/E66, який серійно вироблявся з 2001 до 14 листопада 2008 року.
Базова модель має внутрішньозаводське позначення F01, варіант зі збільшеною колісною базою (відстань між передньою і задньою осями коліс) має заводський індекс F02, а у маркуванні для продажу позначається літерою L (наприклад 740i та 740Li).
У 2010 році на базі сучасної BMW 7 Серії почався випуск гібридного представницького седана BMW ActiveHybrid 7. Також існує дрібносерійна модифікація High Security, оснащена броньованими кузовними панелями і куленепробивним склом. Цей автомобіль відповідає класу захисту VR7 і виконує деякі вимоги класу VR9. В обмежених кількостях випускається Біопаливний варіант (бензин/рідкий водень) BMW Hydrogen 7.
У липні 2012 року BMW 7 серії модернізували, змінивши зовнішній вигляд, оснащення і двигуни.

## Версії виконання
Обидва варіанти можуть комплектуватися наступними версіями двигунів:
- 730d/730Ld — дизельним 6-ти циліндровим рядним з робочим об'ємом 3,0 л, потужністю 245 к.с.
- 740d/740Ld — дизельним 6-ти циліндровим рядним з робочим об'ємом 3,0 л, потужністю 306 к.с.
- 740i/740Li — бензиновим R6 з робочим об'ємом 3,0 л, потужністю 320 к.с.
- 750i/750Li — бензиновим V8 з робочим об'ємом 4,4 л, потужністю 408 к.с.
- 760i/760Li — бензиновим V12 з робочим об'ємом 6,0 л, потужністю 544 к.с.

Класифікація автомобілів за наявними двигунами
|                                    | 740i/740Li                  | 750i/750Li                  | 730d/730Ld               | 740d/740Ld       |
| Двигун                             | Бензин                      | Бензин                      | Дизель                   | Дизель           |
| Кількість циліндрів                | Р6                          | V8                          | Р6                       | Р6               |
| Об'єм (см³)                        | 2 979                       | 4 395                       | 2 993                    | 2 993            |
| Потужність (кінських сил)          | 326                         | 407                         | 245                      | 306              |
| Крутильний момент (Нм) при (об/хв) | 450 Нм 1500–4500            | 600 Нм 1750–4500            | 540 Нм 1750–3000         | 600 Нм 1500–2500 |
| Коробка перемикання передач        | 6-ступенева. Автоматична    | 6-ступенева. Автоматична    | 6-ступенева. Автоматична |                  |
| Привід                             | Задній/Повний               | Задній/Повний               | Задній/Повний            | Задній/Повний    |
| Час розгону до 100 км/год (с)      | 5,9/6,0                     | 5,2/5,3                     | 7,2/7,3                  |                  |
| Максимальна швидкість (км/год)     | 250 (обмежена електронікою) | 250 (обмежена електронікою) | 245                      | 250              |
| Витрата пального (л/100 км)        | 9,9/10,0                    | 11,4/11,4                   | 7,2/7,3                  |                  |
| Викид CO2 у (г/км)                 | 232                         | 266                         | 192                      |                  |
| Ціна в Німеччині (тис. €) з ПДВ    | 75,5—82,5                   | 90,0—94,0                   | від 69,5                 |                  |

## 730

### Опис
BMW 730, також, як і його відомі конкуренти Ауді A8 і Mercedes-Benz S-класу, прагне до досконалості моделей бізнес класу з їх комфортом їзди і шумоізоляцією. Крім технологічних новинок минулих років, 730-й обладнаний новими системами, серед яких особливо виділяється Vanos. Ця система регулює хід впускних клапанів, що допомагає знизити споживання палива і збільшити динамічні характеристики автомобіля. BMW 730 — це класичний продукт німецького виробника, який повністю виправдовує свою ціну за рахунок прекрасної комбінації якості та комфорту.

### Базова комплектація
Базова комплектація автомобіля включає в себе: шкіряну оббивку сидінь, 4-зонний клімат-контроль, регульовані сидіння з підігрівом і вентиляцією, супутникову навігацію, Bluetooth, аудіосистему Harmon Kardon. Стандартна система безпеки БМВ включає в себе: 6 подушок безпеки, камеру з 360 градусним оглядом, парктронік, активний круїз-контроль, а також систему екстреного гальмування з розпізнаванням пішоходів. 

### Огляд моделі

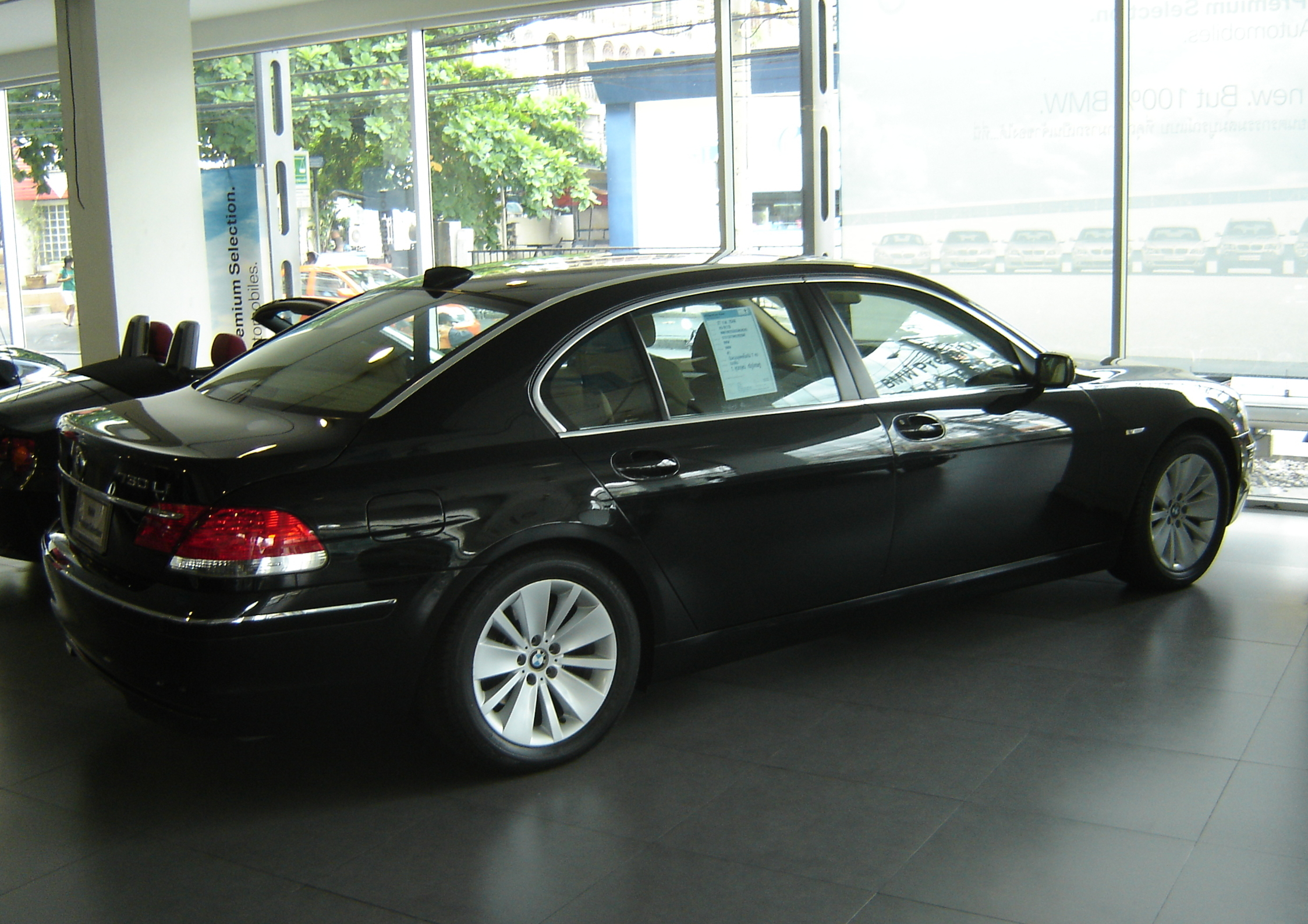
BMW 730 Li
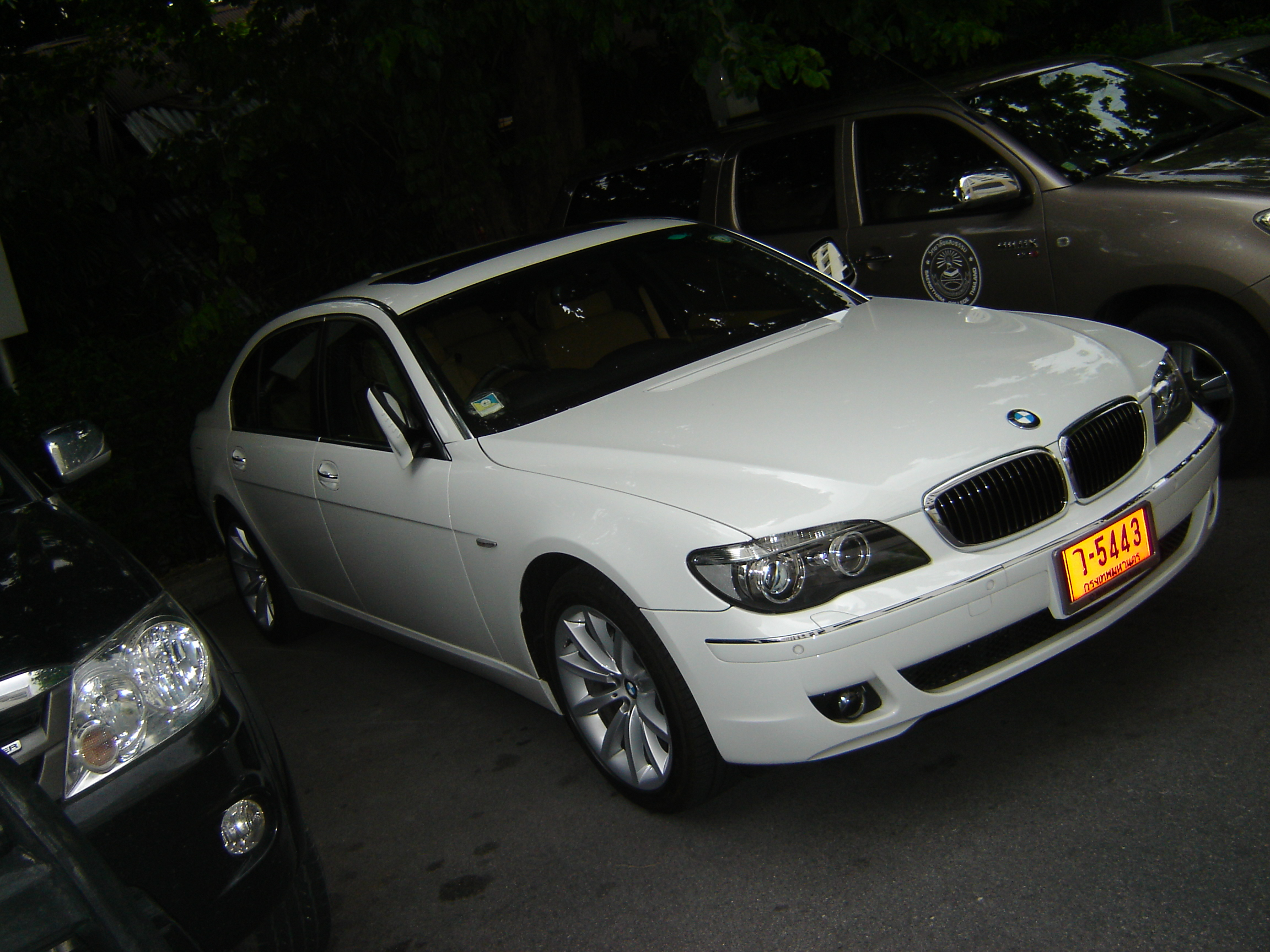
BMW 730 Li
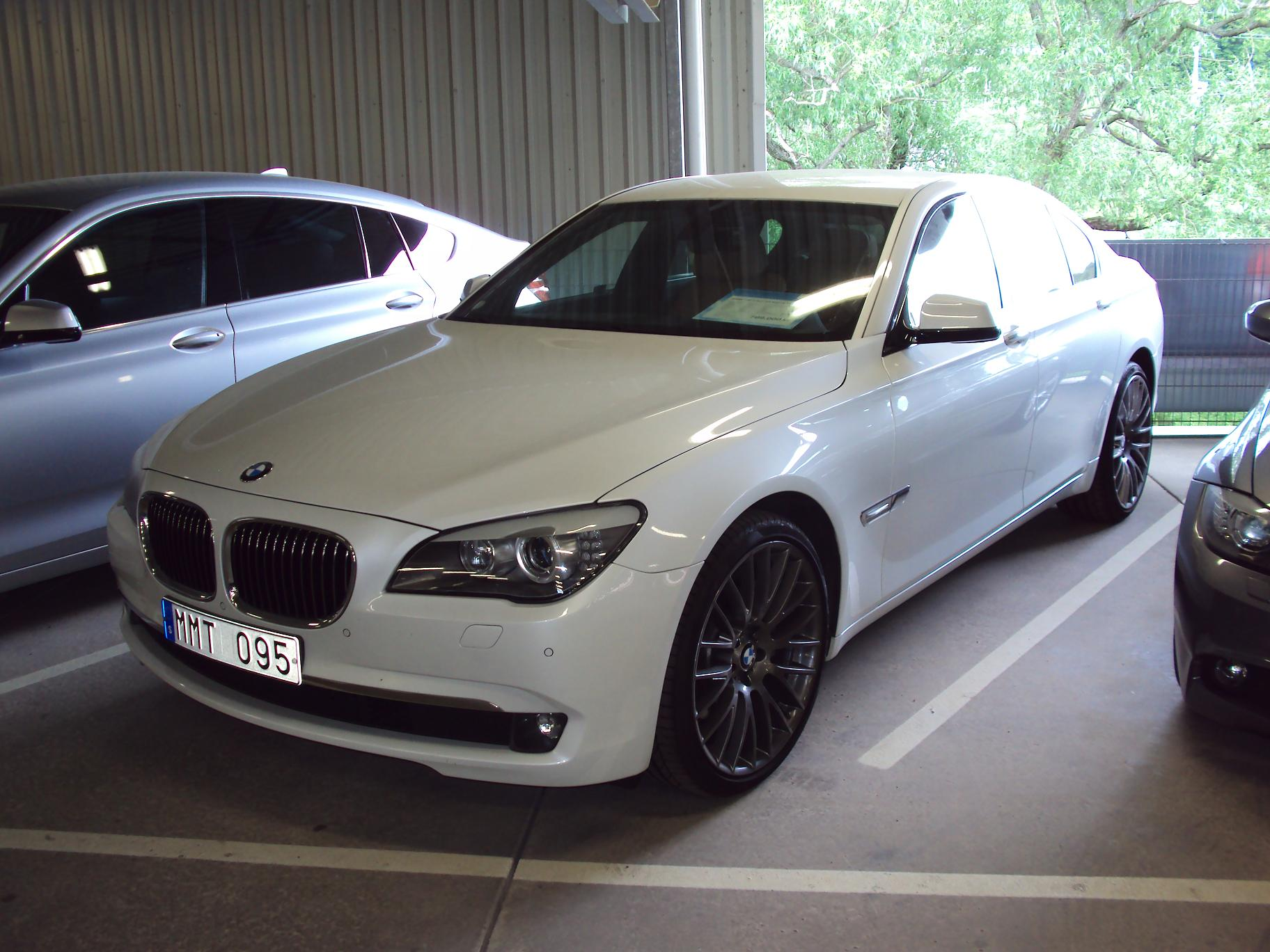
BMW 730d